# Бондарівка (селище)
Бондарівка — селище в Україні, у Золотоніському районі Черкаської області. Входить до складу Шрамківської сільської громади. Населення — 30 чоловік (на 2001 рік).

## Історія
Назва селища походить від ремесла майстрів-бондарів, що проживали у ньому.
У 1911 році на хуторі Бондарівка жило 36 осіб (10 чоловічої та 26 жіночої статі)
Село постраждало внаслідок геноциду українського народу, проведеного окупаційним урядом СРСР 1932-1933 та 1946-1947 роках[джерело?].